# Agrotacris laevis
Agrotacris laevis är en insektsart som beskrevs av Christiane Amédégnato 1985. Agrotacris laevis ingår i släktet Agrotacris och familjen gräshoppor. Inga underarter finns listade i Catalogue of Life.